# Julen Guerrero
Julen Guerrero López ['ʝulen ge'reɾo 'lopeθ] (* 7. Januar 1974 in Portugalete, Provinz Bizkaia) ist ein ehemaliger spanischer Fußballspieler, der auf Vereinsebene ausschließlich für den baskischen Klub Athletic Bilbao aktiv war. International spielte Guerrero sowohl für Spanien als auch die inoffizielle Auswahl des Baskenlandes.
Seit 2021 ist Guerrero Trainer der spanischen U-17 Nationalmannschaft.

## Jugend
Julen Guerrero stammt aus Portugalete, einer 45.000-Einwohner-Stadt im spanischen Baskenland, etwa 15 Kilometer nordwestlich von Bilbao. Mit acht Jahren wechselte er zu Athletic Bilbao und wurde in die berühmte Jugendakademie Lezama aufgenommen, die ausschließlich Nachwuchsspieler baskischer Herkunft ausbildet. Guerrero galt als großes Talent und durchlief sämtliche Jugendmannschaften des Klubs, bevor er mit 18 Jahren in die Reservemannschaft Bilbao Athletic aufrückte. Diese spielte in der Segunda División und Guerrero kam in der Rückrunde 1991/92 auf sechs Tore in zwölf Einsätzen.

## Vereinskarriere
Athletics neuer Trainer Jupp Heynckes erkannte Guerreros fußballerisches Potenzial und berief ihn zur Saison 1992/93 in den Profikader. Guerrero debütierte am 6. September 1992 beim 2:1 über den FC Cádiz (1. Spieltag) und erzielte zwei Wochen später sein Premierentor. Schon nach kurzer Zeit konstatierte Heynckes gegenüber Vereinspräsident José Julián Lertxundi: „Der Junge wird einmal ein ganz großer Spieler und stellt die Zukunft unseres Klubs dar. Er hat einen tadellosen Charakter, ist sehr professionell und beherrscht im Spiel Dinge, die man einfach nicht lernen kann. In zwei Jahren ist er zehn bis fünfzehn Millionen Mark wert.“ Mit zehn Toren in 37 Einsätzen konnte Guerrero auf Anhieb überzeugen und avancierte zum absoluten Shootingstar der spanischen Liga. Die Fans gaben ihm den Spitznamen La Perla de Lezama (Die Perle von Lezama) und bereits vier Monate nach seinem Debüt folgte die Nominierung für die A-Nationalmannschaft. In der anschließenden Saison 1993/94 steigerte Guerrero seine Torausbeute auf 18 Treffer und hatte maßgeblichen Anteil an der Qualifikation für den UEFA-Pokal. Gegen Albacete Balompié hatte er einen Hattrick erzielt, beim 7:0-Sieg über Sporting Gijón gelangen ihm sogar vier Tore in einem Spiel. Schon als Teenager war Guerrero der zentrale Akteur seiner Mannschaft, der sich als eleganter wie torgefährlicher Spielmacher präsentierte. Während sich Bilbaos Spieler in der Vergangenheit meist durch eine robuste und körperbetonte Spielweise ausgezeichnet hatten, war der spielstarke Edeltechniker das genaue Gegenteil. Bezeichnenderweise wurde Guerrero 1994 sowohl von Don Balón als auch von El País zu Spaniens Fußballer des Jahres gewählt. Auch neben dem Platz war der blonde Publikumsliebling, seit 1995 neuer Kapitän, ein regelrechtes Teenie-Idol und Frauenschwarm. Internationale Spitzenklubs wie Real Madrid, der FC Barcelona, Juventus Turin, Lazio Rom oder Manchester United unterbreiteten Guerrero lukrative Angebote. Doch der heimatverbundene Baske unterzeichnete im August 1997 einen Zehn-Jahres-Vertrag bei Athletic Bilbao, der ihn zum Topverdiener des Vereins machte. Die Ausstiegsklausel des Rekordvertrages lag bei damals astronomischen 72 Millionen Euro. Guerrero sagte: „Ein einziger Titel mit Athletic ist genauso viel wert wie zehn Titel mit Real Madrid.“
Guerrero war das internationale Aushängeschild der Leones (Löwen) und zählte neben Rafael Alkorta und Außenstürmer Joseba Etxeberria zu den zentralen Spielern der Mannschaft. Nach einer weiteren starken Saison wurde Athletic 1997/98 Vizemeister und qualifizierte sich erstmals für die finanziell wichtige UEFA Champions League. Dort scheiterten sie in der Gruppenphase vorzeitig und belegten hinter Juventus Turin, Galatasaray Istanbul und Rosenborg Trondheim den letzten Platz. Guerrero hatte den Nachweis seiner internationalen Klasse erbracht und zwei der fünf Tore erzielt. Um die Jahrtausendwende deutete sich allerdings an, dass Guerreros sportliche Entwicklung ins Stocken geraten war und er seinen fußballerischen Höhepunkt überschritten hatte. Anstatt den direkten Weg in die Weltklasse zu nehmen, hatte er immer mehr Partien, in denen er nicht mehr herausragte, sondern nur noch einer unter vielen war – eine Tendenz, die sich in den kommenden Jahren verstärkte. Guerrero erbrachte nicht mehr die Leistungen wie zu Beginn seiner Karriere und erzielte kaum noch Tore. Seine Leichtigkeit war weg und womöglich lag es auch am fehlenden Biss, denn er bekannte später: „Ich habe intensiv gelebt und nicht immer nur für das Gewinnen.“
Obwohl mit Jupp Heynckes sein Entdecker 2001 zu Athletic zurückkehrte, konnte er Guerrero in den kommenden beiden Jahren nicht zum Neustart verhelfen. Stattdessen wechselte er seinen Kapitän in zwei aufeinanderfolgenden Spielen schon zur Halbzeit aus und läutete Guerreros Abstieg in die Rolle einer Teilzeitkraft ein. Nachdem Ernesto Valverde 2003 neuer Trainer geworden war, verlor Guerrero, obwohl erst 28 Jahre alt, aus Leistungsgründen endgültig seinen Stammplatz. Die Anhänger protestierten zunächst gegen die Entscheidung, was den nach wie vor hohen Stellenwert ihres Idols bewies. Während Bilbao lediglich Tabellenplätze im unteren Mittelfeld belegte und den Anschluss an die Klubs aus der oberen Tabellenhälfte eingebüßt hatte, kam Guerrero in seinen letzten vier Spielzeiten nicht mehr über die Rolle eines Ergänzungsspielers hinaus und absolvierte insgesamt nur noch 57 Partien (vier Tore). Beim 3:1-Sieg über Albacete am 6. März 2005 erzielte er sein 100. Tor in der Primera División. In einer tränenreichen Pressekonferenz am 11. Juli 2006 beendete Julen Guerrero nach 14 Jahren und 430 Pflichtspielen (116 Tore) seine aktive Laufbahn. Sein letztes Spiel hatte er am 20. Mai 2006 (38. Spieltag) gegen den FC Barcelona bestritten, als er zur 68. Minute eingewechselt wurde.

## Nationalmannschaft
Kurz nach seinem 19. Geburtstag, am 27. Januar 1993, gab Guerrero sein Länderspieldebüt gegen Mexiko (1:1). Insgesamt kam er auf 41 Spiele (13 Tore) für sein Land und nahm an den Weltmeisterschaften 1994 und 1998 sowie an der Euro 1996 teil.
Zu seinen persönlichen Highlights zählen seine Hattricks gegen Malta und Zypern.

## Karrierestatistik
| Verein          | Liga             | Saison          | Liga   | Liga | Copa del Rey | Copa del Rey | Europapokal | Europapokal | Andere | Andere | Gesamt | Gesamt |
| Verein          | Liga             | Saison          | Spiele | Tore | Spiele       | Tore         | Spiele      | Tore        | Spiele | Tore   | Spiele | Tore   |
| --------------- | ---------------- | --------------- | ------ | ---- | ------------ | ------------ | ----------- | ----------- | ------ | ------ | ------ | ------ |
| Bilbao Athletic | Segunda División | 1991/92         | 12     | 6    | -            | -            | -           | -           | -      | -      | 12     | 6      |
| Gesamt          | Gesamt           | Gesamt          | 12     | 6    | -            | -            | -           | -           | -      | -      | 12     | 6      |
| Athletic Bilbao | Primera División | 1992/93         | 37     | 10   | -            | -            | -           | -           | -      | -      | 37     | 10     |
| Athletic Bilbao | Primera División | 1993/94         | 36     | 18   | 4            | 3            | -           | -           | -      | -      | 40     | 21     |
| Athletic Bilbao | Primera División | 1994/95         | 27     | 13   | 2            | 1            | 4           | 2           | -      | -      | 33     | 16     |
| Athletic Bilbao | Primera División | 1995/96         | 33     | 9    | 6            | 1            | -           | -           | -      | -      | 39     | 10     |
| Athletic Bilbao | Primera División | 1996/97         | 38     | 15   | 5            | 1            | -           | -           | -      | -      | 43     | 16     |
| Athletic Bilbao | Primera División | 1997/98         | 29     | 8    | 3            | 0            | 1           | 0           | -      | -      | 33     | 8      |
| Athletic Bilbao | Primera División | 1998/99         | 36     | 9    | 2            | 1            | 8           | 2           | -      | -      | 46     | 12     |
| Athletic Bilbao | Primera División | 1999/00         | 32     | 6    | 3            | 0            | -           | -           | -      | -      | 35     | 6      |
| Athletic Bilbao | Primera División | 2000/01         | 27     | 4    | 2            | 0            | -           | -           | -      | -      | 29     | 4      |
| Athletic Bilbao | Primera División | 2001/02         | 20     | 5    | 6            | 2            | -           | -           | -      | -      | 26     | 7      |
| Athletic Bilbao | Primera División | 2002/03         | 14     | 0    | 2            | 2            | -           | -           | -      | -      | 16     | 2      |
| Athletic Bilbao | Primera División | 2003/04         | 14     | 1    | -            | -            | -           | -           | -      | -      | 14     | 1      |
| Athletic Bilbao | Primera División | 2004/05         | 12     | 3    | 4            | 0            | 2           | 0           | -      | -      | 18     | 3      |
| Athletic Bilbao | Primera División | 2004/05         | 17     | 0    | 2            | 0            | 2           | 0           | -      | -      | 21     | 0      |
| Gesamt          | Gesamt           | Gesamt          | 372    | 101  | 41           | 11           | 17          | 4           | -      | -      | 430    | 116    |
| Karriere Gesamt | Karriere Gesamt  | Karriere Gesamt | 384    | 107  | 41           | 11           | 17          | 4           | -      | -      | 442    | 122    |

## Erfolge
- Dritter Platz U-21-Europameisterschaft 1994
- Spaniens Fußballer des Jahres 1994